# Хора-гоблини
Хората гоблини са измислени твари присъстващи в книгите на Толкин. Те са създадени от белия маг Саруман, чрез кръстоска между расите на орките и хората. Не можем да разберем точно какви са били те преди и от къде идват. Хората гоблини се споменават само веднъж по време на Битката на Рогоскал, като се отличават от полу-орките и приличат повече на хора.
Според „История на Средната земя“, първите такива създания били дело на Моргот, а Саруман, като изключително запознат с делата на Врага, само следвал опита на древното зло.